# Max Rosen (Violinist)

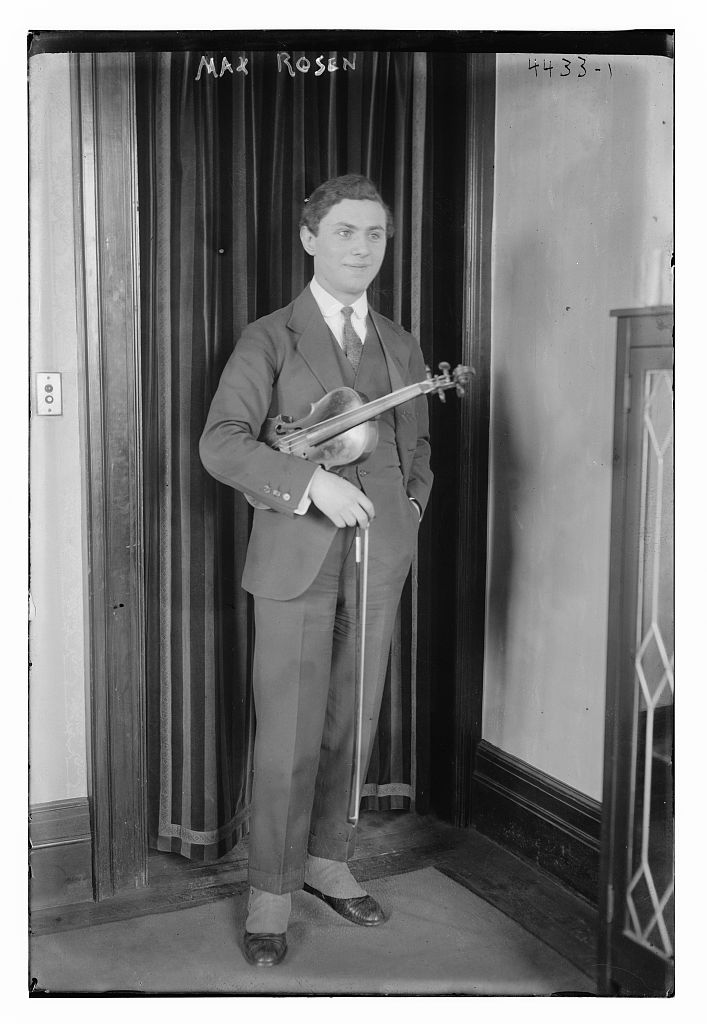

Max Rosen (* 11. April 1900 in Rumänien; † 17. Dezember 1956) war ein US-amerikanischer Violinist.

## Leben

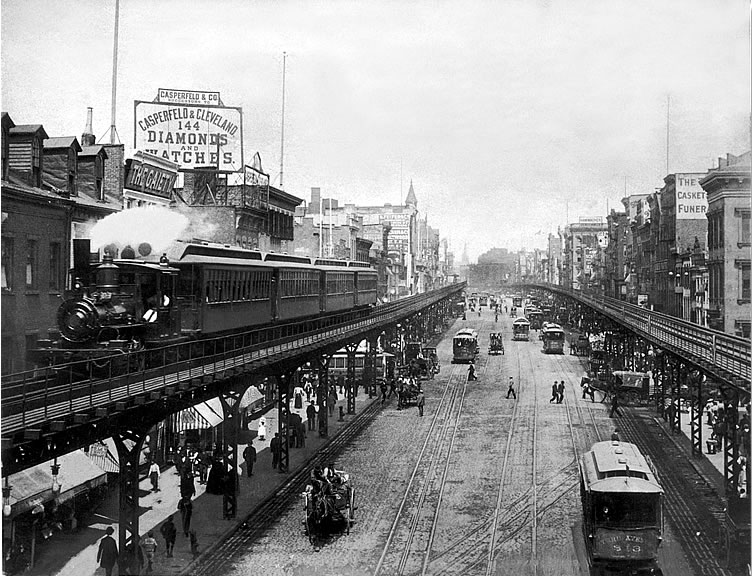
Die Bowery, 1896

Max Rosen wurde als Sohn des Friseurs Benjamin Rosen geboren, der um 1900 aus Rumänien in die Vereinigten Staaten einwanderte. Benjamin Rosens Sohn Max war zu dieser Zeit acht Monate alt. Der Vater gründete einen Friseursalon in der Bowery, wo Max Rosen aufwuchs. Benjamin Rosen spielte dem Kind auf einer alten, aus Rumänien mitgebrachten Geige Stücke vor und schenkte seinem Sohn eine eigene kleine Geige, als dieser das Schulalter erreicht hatte. Seine ersten Violinstunden erhielt Max Rosen von seinem Vater; ein besonderes Interesse an der Musik war bei dem Kind jedoch zunächst nicht zu erkennen.
Ein Freund namens Solomon Diamond erkannte schließlich das Talent des Jungen und sorgte dafür, dass er zu David Mannes in eine Musikschule kam, wo er über ein Jahr unterrichtet wurde. Dort soll er Einfluss auf George Gershwins musikalische Entwicklung genommen haben. Die Sozialarbeiterin Rose Lubarsky hörte Max Rosen bei einem Vorspiel und beschloss, Geld zu sammeln, um ihm eine Ausbildung in Europa zu ermöglichen. Max Rosen spielte vor James Goldmark, der dem McDowell Club angehörte und dem Elfjährigen ein Stipendium aus den Mitteln dieses Clubs verschaffen wollte. Max Rosens Unterstützer wiesen jedoch diese Zuwendung als nicht ausreichend zurück. Kathleen Parlow vermittelte schließlich den Kontakt zu Leopold Auer in Dresden. Edward de Coppet erklärte sich nach einem Vorspiel bereit, Max Rosens Ausbildung bei Auer zu finanzieren, so dass der Junge zusammen mit seinem Vater im Januar 1912 nach Dresden reisen konnte. Max Rosen studierte bei Auer, bis dieser nach Petrograd zog, wohin ihm sein Schüler wegen der antisemitischen Gesetzgebung in Russland nicht folgte. Stattdessen setzte er seine Ausbildung bei Willy Heß fort und gab erste Konzerte in Berlin und anderen deutschen Städten. Als der Erste Weltkrieg ausbrach, zog Auer nach Christiania, wo Max Rosen ihn wiedersah. Im Winter 1917/18 kehrte Max Rosen in die USA zurück.
Er gab sein Debüt in den USA am 12. Januar 1918 in der Carnegie Hall. Er spielte an diesem Abend die Zweite Symphonie von Brahms, gefolgt von Karl Goldmarks Violinkonzert in a-moll sowie diversen Solostücken für Violine, und erhielt enthusiastischen Beifall. Schon am 21. Januar 1918 folgte das nächste Konzert in der Carnegie Hall. Am 15. Februar 1918 gab er mit dem Pianisten Israel Joseph ein Konzert in Ann Arbor, Michigan. Am 25. Januar 1919 war er wieder in der Carnegie Hall zu hören. Am 7. Januar 1921 spielte er mit Walter Henry Rothwell bei der ersten Aufführung von Tschaikowskys Violinkonzert durch die Los Angeles Philharmonics.
Etwa von 1923 bis 1927 hielt er sich in Europa auf; 1927 schloss sich eine Tournee durch die USA an. Rosen wurde von Richard Wilens, den er schon als Kind in Berlin kennengelernt hatte, begleitet. 1928 heiratete er in Manhattan Nanette Guilford (geb. Gutman), die an der Metropolitan Opera beschäftigt war. Die Ehe mit der Sopranistin wurde schon 1930 wieder geschieden.
Max Rosen spielte leidenschaftlich gerne Schach und hätte einmal beinahe ein Konzert in Leipzig verpasst, weil er in eine Partie mit Emanuel Lasker vertieft war.